# Mitjana de Lleida
La Mitjana de Lleida és una zona humida del curs baix del Segre, d'una superfície d'unes 100 hectàrees. És un parc municipal constituït per tres illes formades pel canal de Balaguer i dos ramals del riu Segre a la zona just abans de les comportes del canal de Seròs. Declarada al BOE com a zona d'interès natural al febrer de 1980 i inclosa al P.O.U. del 1979. Foren uns terrenys de FECSA. És un element protegit.

## Descripció
Es tracta d'una extensa plana inundable situada als dos marges del riu Segre, que inclou una antiga illa fluvial, originada en dividir-se la llera en diversos braços, que va estabilitzar-se quan es va construir, l'any 1913, un assut de derivació d'aigües cap a la central hidroelèctrica de Seròs (canal de Seròs). Aquesta zona, qualificada com a "d'interès natural" al Pla general d'ordenació de Lleida, és gestionada per la Paeria per tal de fer compatible un ús social de l'espai, amb la conservació dels seus valors naturals. L'espai destaca, a més de pels seus valors socials, pel seu interès natural i paisatgístic, i contrasta amb un entorn dominat totalment pels conreus hortofrutícoles i pels usos urbans i industrials.
El bosc de ribera de la Mitjana, dens i ben conservat, està constituït per una albereda, amb abundants àlbers (Populus alba), verns (Alnus glutinosa), freixes (Fraxinus angustifolia) i pollancres (Populus nigra). També presenta salzedes, amb abundant salze blanc (Salix alba) i saulic (Salix purpurea), així com claps de tamarius (Tamarix canariensis). En els braços de riu abandonats s'hi fan extensos canyissars i jonqueres, així com poblaments de llenties d'aigua (Lemna sp.), lliris grocs (Iris pseudacorus), etc.
Pel que fa als hàbitats d'interès comunitari, a la zona apareixen els següents hàbitats:
- 3260 Rius de terra baixa i de la muntanya mitjana amb vegetació submersa o parcialment flotant (Ranunculion fluitantis i Callitricho-Batrachion)
- 3270 Rius amb vores llotoses colonitzades per herbassars nitròfils del Chenopodion rubri (p.p.) i del Bidention (p.p.)
- 3280 Rius mediterranis permanents, amb gespes nitròfiles del Paspalo-Agrostidion orlades d'àlbers i salzes
- 92A0 Alberedes, salzedes i altres boscos de ribera
- 6430 Herbassars higròfils, tant de marges i vorades com de l'alta muntanya

Pel que fa a la fauna, destaquen els poblaments d'ocells. A la zona hi nidifiquen el martinet de nit (Nycticorax nycticorax), el cames llargues (Himantopus himantopus) i la fotja (Fulica atra), entre altres espècies. També és un espai important com a dormidor d'ardèides i de corbs marins (Phalacrocorax carbo), així com per a limícoles durant els passos de migració i hivernada. Per acabar, cal fer esment de rapinyaires com l'arpella (Circus aeruginosus) i l'àliga pescadora (Pandion haliaetus), que s'hi observen a vegades.
Aquest espai ha estat condicionat com a parc fluvial i és gestionat per l'Ajuntament de Lleida. Ofereix als visitants un espai per al lleure i l'educació ambiental. Disposa de diversos accessos condicionats per a visitants, senders, itineraris i rètols informatius.
Aquesta zona no presenta impactes destacables. Es pot citar, entre els elements que poden afectar negativament l'espai, la sobrefreqüentació antròpica, la presència d'espècies exòtiques i els riscos d'eutrofització i contaminació de les aigües del Segre.